# Pelidnota punctulata
Pelidnota punctulata är en skalbaggsart som beskrevs av Bates 1888. Pelidnota punctulata ingår i släktet Pelidnota och familjen Rutelidae.

## Underarter
Arten delas in i följande underarter:
- P. p. decolombia
- P. p. venezolana